# 스카르지스코군

시비엥토크시스키에주 지도에 표시된 스카르지스코군의 위치

스카르지스코군(폴란드어: powiat skarżyski)은 폴란드 시비엥토크시스키에주에 위치한 군으로 군청 소재지는 스카르지스코카미엔나이며 면적은 395.30km2, 인구는 74,343명(2019년 기준), 인구 밀도는 190명/km2이다.
북쪽으로는 마조프셰주 시드워비에츠군, 동쪽으로는 스타라호비체군, 남쪽으로는 키엘체군, 서쪽으로는 콘스키에군과 접한다. 5개 지방 자치체(1개 도시, 1개 도시형 농촌, 3개 농촌)를 관할한다.

군기
군 문장